# Lasiospermum
Lasiospermum là một chi thực vật có hoa trong họ Cúc (Asteraceae).

## Loài
Chi Lasiospermum gồm các loài: